# Limnophila fenestrata
Limnophila fenestrata är en tvåvingeart som beskrevs av Edwards 1926. Limnophila fenestrata ingår i släktet Limnophila och familjen småharkrankar. Inga underarter finns listade i Catalogue of Life.